# ROLI
ROLI ist ein in London gegründetes Unternehmen, das für seine Musikinstrumente bekannt ist, insbesondere das Seaboard. Es wurde 2009 von dem Musiker und Unternehmer Roland Lamb gegründet. Ihre Instrumente wurden von Musikern wie Grimes, A. R. Rahman, und Hans Zimmer benutzt.

## Geschichte
Der Pianist Roland Lamb gründete ROLI im Jahr 2009 als Student der London's Royal College of Art. Sein erster Prototyp des Seaboards war eine Antwort auf die Limitationen, die das Piano Keyboard als mechanisches Interface mit sich brachte. Als Jazzpianist wollte er auf einem Piano die Pitch- und Timbre-Effekte erschaffen, welche mit Streich- und Blasinstrumenten in Verbindung gesetzt werden. Sein Konzept der „keywave surface“ war die technologische Grundlage des Seaboards.
Das Unternehmen hat den Hauptsitz in Dalston, London und Niederlassungen in New York und Los Angeles. Es verkauft seine Produkte in über 40 Ländern.

## Produkte

### Seaboard
ROLI's erstes Instrument, das ROLI Seaboard, ist ein Synthesizer Controller, der auf einer Klaviertastatur basiert. Das Instrument besitzt eine Oberfläche aus Silikon anstatt einzelnen Tasten eines Pianos. Musiker können somit „zwischen“ den Tasten eines gewöhnlichen Pianos spielen. Dies erlaubt die Beugung der Tonhöhe mit vibratoähnlichen Seitwärtsbewegungen und mit weiteren Methoden durch Berührung den Klang zu manipulieren.
Das Instrument ist in zwei Versionen verfügbar: Das Seaboard GRAND ist ein Synthesizer mit einer berührungsempfindlichen Oberfläche, der „keywave surface“, und einer integrierten Sound-Engine. Es hatte einen Auftritt in dem mit einem Oscar ausgezeichneten Film La La Land. Das Seaboard RISE ist ein mit USB und Bluetooth ausgestatteter MIDI controller mit einer ähnlichen Tastatur, jedoch einer kleineren Größe und zusätzlichen Funktionen.

### Blocks

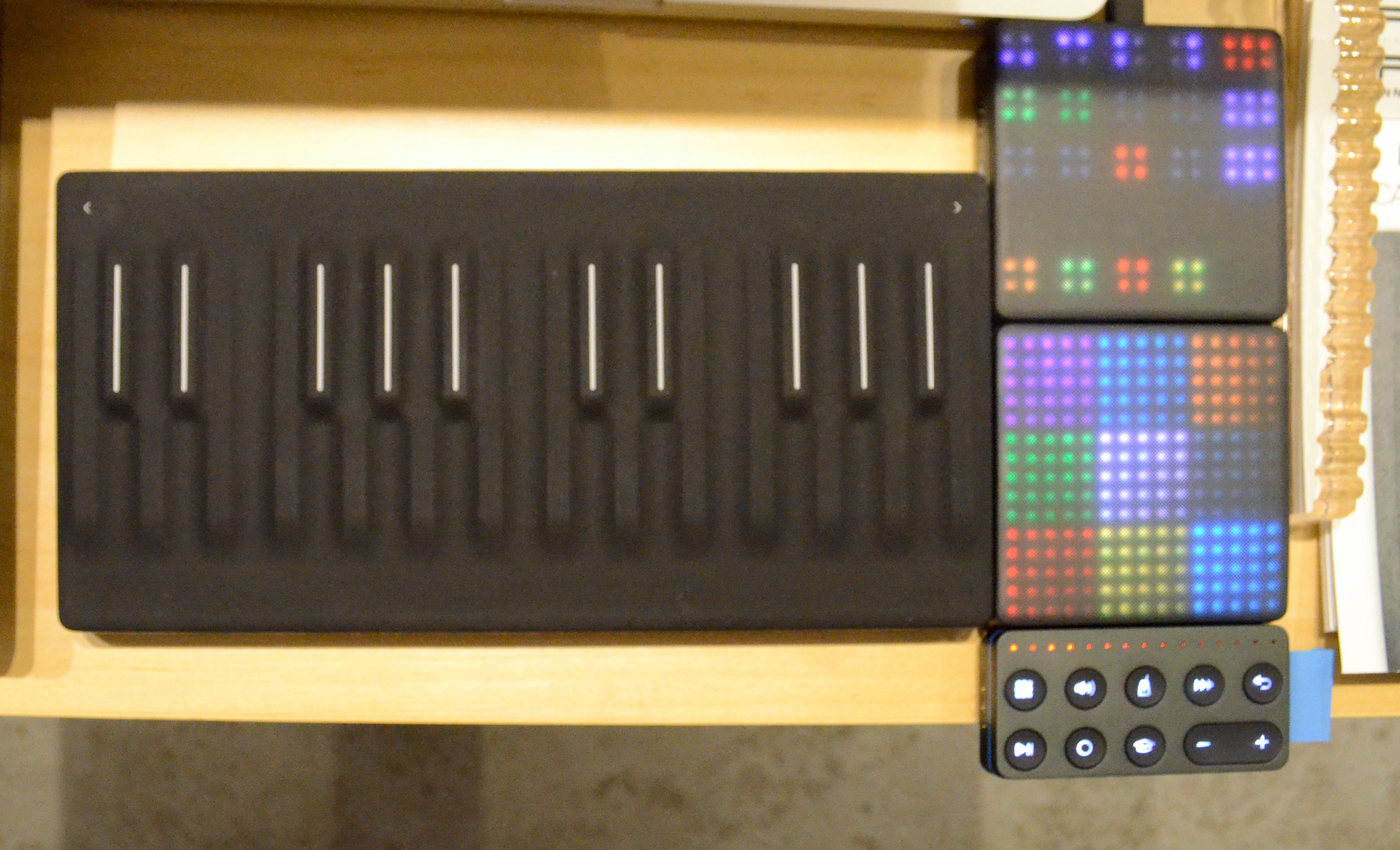
Seaboard Block+2 Lightpad Blocks+Loop Block (unten)

Im Jahr 2016 veröffentlichte Roli ein modulares System mit dem Namen BLOCKS. Der Lightpad Block ist ein quadratisches Gerät, welches eine Seaboard-ähnliche Oberfläche mit einem Raster aus LEDs besaß. Dies erlaubte es dem Nutzer zwischen verschiedenen Pad Layouts zu wechseln. Eine überarbeitete Version, das Lightpad M, wurde im Jahr 2017 veröffentlicht; einige Verbesserungen zur Druckempfindlichkeit wurden vorgenommen. Neben dem Lightpad M bietet Roli auch ein Seaboard Block, welches eine kleine Version des Seaboard Rise mit 24 Tasten ist. Verbindungen zwischen den Blocks werden mit magnetischen Ports realisiert, welche sowohl Strom als auch MIDI-Daten übertragen. Eine Verbindung zu einem Computer oder mobilen Gerät findet per Bluetooth oder USB statt.

### Software
Das Unternehmen entwickelte die App „Noise“ und den Equator-Software-Synthesizer. Es erwarb Unternehmen wie FXpansion, einen Entwickler virtueller Instrumente, und die soziale Musikaustausch Plattform Blend. Roli hielt ab 2014 Rechte an dem C++ Audio Framework JUCE, verkaufte sie jedoch 2020 an den iLok-Software-Besitzer PACE.

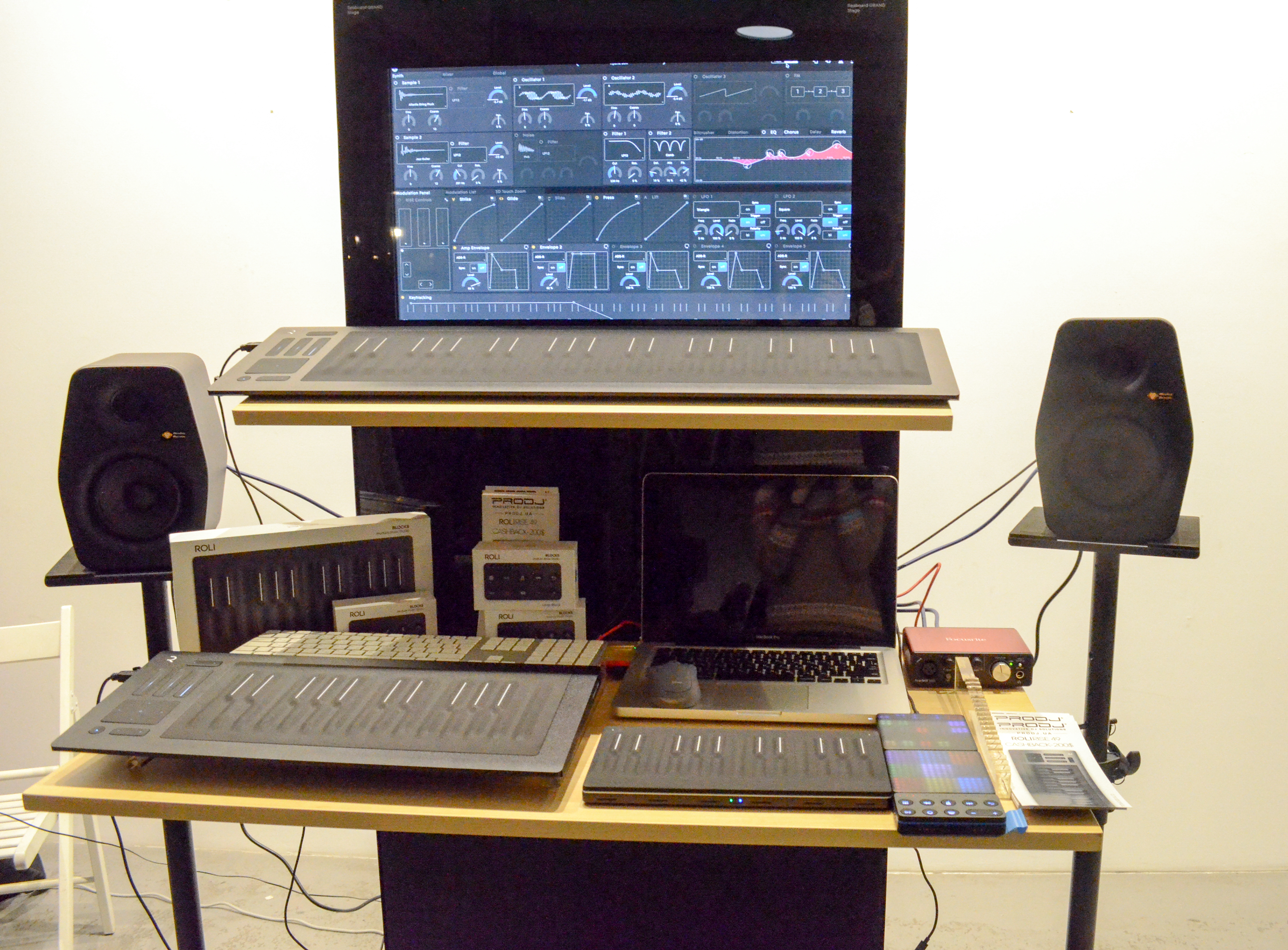
ROLI Produkte

## Auszeichnungen
Im Jahr 2014 wurde das ROLI Seaboard GRAND mit der 'Design of the Year' Auszeichnung des Design Museum of London und der Swarovski Emerging Talent Medal ausgezeichnet.
Das ROLI Seaboard RISE 25 gewann eine „Best of Innovation“ Auszeichnung von der Consumer Technology Association und ‘2015 Product of the Year’ von FutureMusic.